# Dasytropis fragilis
Dasytropis fragilis är en akantusväxtart som beskrevs av Ignatz Urban. Dasytropis fragilis ingår i släktet Dasytropis och familjen akantusväxter. Inga underarter finns listade i Catalogue of Life.